# الحروب الولدينيسية السافوياردية

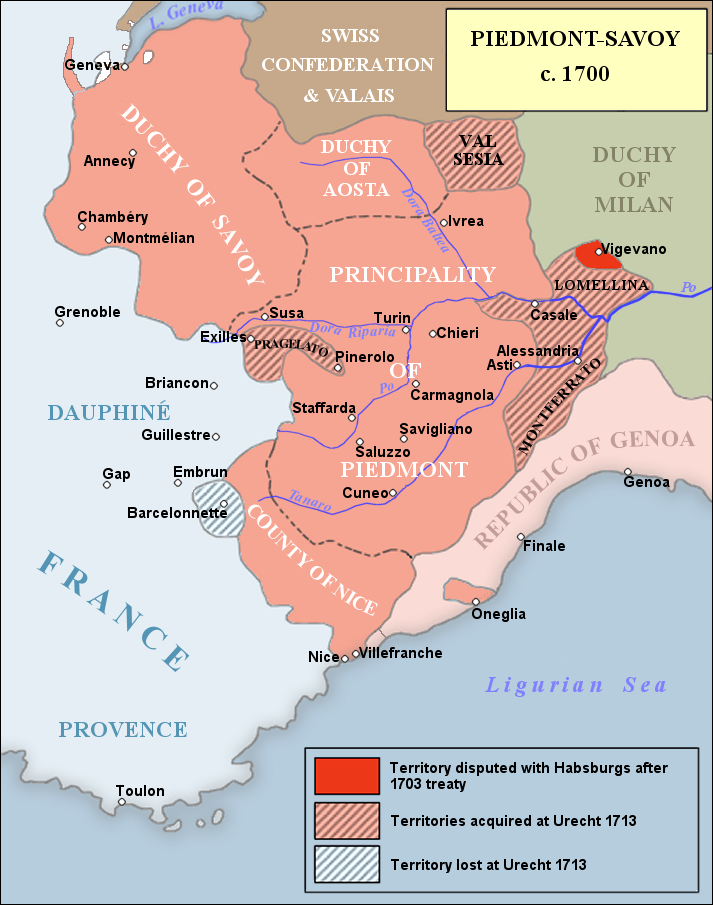
خريطة لدوقية ساوفي في عام 1700 تظهر اشتمالها على إقليم بييمونتي.

كانت الحروب الولدينسية السافوياردية سلسلة من النزاعات بين المجتمعات الولدينيسية (المعروفة أيضًا باسم الفودية) والقوات السافوياردية في دوقية سافوي بين عامي 1655 و1690. أشعلت أحداث عيد الفصح في بيدمونت عام 1655 فتيل الصراع، الذي لم يكن صراعًا عسكريًا، بقدر ما كان اضطهادًا للولدينيسيين من قبل الكنيسة. كان جوشوا جانافيل (1617 – 1690) أحد القادة العسكريين الولدينيسيين الذين قاتلوا ضد القوات التابعة لدوقية ساوفي. 

## خلفية
اندلعت حرب سابقة بين دوق ساوفي، إيمانويل فيليبرت، ورعاياه من الولدينيسيين بين عامي 1560 و1561، بعد أن أمر الدوق جميع أتباع المذهب البروتستانتي بالعودة إلى المذهب الكاثوليكي. أُجبر الدوق على اتباع هذه السياسة بعد توقيع معاهدة السلام «كاتو – كامبريسيس» في عام 1559. رفع الولدينيسيون عريضة للدوق إيمانيويل فيلبيرت أكدوا فيها على إخلاصهم الدائم له، وعلى اتباعهم نفس الدين الأصلي ليسوع المسيح، وأقسموا أن ينتقلوا إلى المذهب الكاثوليكي في حال تم دحض أسس مذهبهم في مناظرة علنية. تجاهل الدوق العريضة البروتستانتية لعدة أشهر تصاعدت خلالها التوترات بين النبلاء الكاثوليكيين والفلاحين الولدينيسيين، تطورت التوترات بعدها إلى أعمال عنف اندلعت شرارتها في 4 أبريل من عام 1560، ولم تتوقف إلا بعد توقيع اتفاق كافور في الخامس من يوليو 1561.
زعم إلكسيس موستون، قس بروتستانتي فرنسي عاش في القرن التاسع عشر في مدينة بوردو الفرنسية، في كتابه إسرائيل جبال الألب المنشور في باريس عام 1852، أن لا دوق ساوفي، تشارلز إيمانويل، ولا الولدينيسيون سعوا لإشعال فتيل الحرب، وكان كلا الطرفين راضين عن الحفاظ على حالة السلام السائدة، وكان اشتعال الحرب نتيجة للضغط المستمر الذي مارسه المجلس الجديد لنشر الإيمان والقضاء على الإلحاد (مؤسسة تابعة للكنيسة الرومانية الكاثوليكية تأسست في تورين عام 1650، وعقدت جلساتها بشكل منتظم في أسقفية تورينو الرومانية الكاثوليكية).

امتلك السكان، من أتباع الحركة الولدينيسية، المنتشرين في بعض مناطق مدينة بيمونتي (والذي بلغ عددهم، في عام 1685، 15000 نسمة) صفات التسامح، واحترام حرية المعتقد والإيمان لعدة قرون من الزمن، ودونت هذه الصفات التي تميز بها الولدينيسيون في العديد من الوثائق التارخية. مع ذلك، انتهكت هذه الحقوق التي تمتع بها الإيطاليون من أتباع المذهب البروتستانتي، بعد إصدار أندريا غاستالدو لمجموعة من القرارات المتعلقة بحرية المعتقد. بشكل خاص، هدد مرسومان اثنان وجود المجتمعات الولدينيسية؛ مرسوم 15 مايو من عام 1650، القاضي بإلغاء الامتيازات القديمة التي كان يتمتع به الولدينيسيون، ومرسوم 25 يناير 1655، الذي من الممكن اعتباره أمرًا بطرد أتباع مذهب ديني من أراضيهم. 
لا يحق لأي رب أسرة، أو لأيفرد  من أفراد أسرته، من أتباع المذهب الإصلاحي، أن يسكن بلدية لوسيرن أو بيبيانا أو كامبيغليون فينيل أو سان سيكوندو دي بينيرولو أو لوسيرنيتا أو توري بيليس أو بريشيراسيو، مهما كان ظرفه أو درجته الاجتماعية أو تصنيفه، ويجب على أتباع هذا المذهب أن يغادروا المناطق المذكورة في غضون ثلاثة أيام بعد نشر القرار، وينتقلوا إلى مناطق أخرى يسمح لهم الملك في البقاء فيها، ولا سيما بوبيو وأنجروجن وفيلاريو وروراتا ومقاطعة بونيتي، وسيكون الإعدام ومصادرة الممتلكات والمنازل من نصيب كل من يتجاهل هذه الأوامر، إلا في حال تحوله إلى المذهب الكاثوليكي خلال الأيام الثلاثة.

## الأحداث

### فصح بيدومنت
رفض أتباع الحركة الولدينيسة الامتثال لمرسوم 25 يناير 1655، ما دفع الحكومة إلى إرسال قواتها لنهب وحرق منازلهم، ونشر أكثر من 15 ألف جندي في مناطقهم. في 24 أبريل من نفس العام، ارتكبت القوات الدوقية مجزرة، أصبحت تعرف فيما بعد باسم مجزرة فصح بيدومنت، وراح ضحيتها بين 4000 إلى 6000 مدني من أتباع الحركة الولدينيسية. تسببت المجزرة بنزوح الولدينيسين، بشكل جماعي، إلى وادي بيروسا (بيروز)، وتشكيل مجموعات متمردة بقيادة كل من جوشوا جانافيل وجان ليجر وبارتولوميو جاهير. حاولت حكومات العديد من البلدان، بما في ذلك إنجلترا وألمانيا وفرنسا، إضافة إلى وجهاء المذهب البروتستانتي، التدخل دبلوماسيًا للحيلولة دون وقوع الحرب. في 18 إغسطس 1655، صدر إعلان بيرينولو الذي كان بمثابة معاهدة سلام بين تشارلز إيمانويل الثاني وأتباع الحركة الولدينيسية.

### حرب المنفيين
في عام 1661، أعلنت حكومة سافوي نيتها إعدام جان ليجر، منتهكة بذلك اتفاقية بيرينولو للسلام. في عام 1663، احتلت القوات الدوقية الوديان التابعة لأتباع الحركة الولدينيسة مرة أخرى، واضطهدت سكانها. أشعل المتمردون، بقيادة جانافيل، حرب عصابات (عرفت باسم حرب المنفيين) ضد جنود سافويارد، وتمكنوا من الخروج من الحرب منتصرين. في 14 فبراير 1664، وقع الطرفان على معاهدة تورين للسلام، لكن، استثني من العفو، الصادر في ضوء توقيع المعاهدة، ليجر وجانافيل و26 شخصًا آخر من الولدينيسيين الذين كان لهم دور كبير في الانتفاضة.

### زمن السلم
عم السلام مناطق سيطرة أتباع الحركة الولدينيسية في سافويارد من عام 1664 وحتى عام 1684. مع ذلك، نفي ليجر إلى مدينة ليدن في الجمهورية الهولندية، حيث نشر كتابه الذي حمل عنوان «التاريخ العام للكنائس الإنجيلية في بيدمونت أو الودنيان الولدينيسية».

### تجدد الاضطهاد والحرب
في عام 1685، ألغى ملك فرنسا، لويس الرابع عشر، مرسوم نانت، وبدأ بتطهير منطقة شيزون من أتباع الحركة الولدينيسية، وعمل على تحويل سكان المنطقة إلى المذهب الكاثوليكي بالإكراه. أصدر الدوق الجديد، فيكتور أماديوس الثاني، تحت ضغط الملك لويس الرابع عشر، مرسومًا يقضي بحظر المذهب البروتستانتي في منطقة سافوي. قاوم الولدينيسيون، بقيادة القس هنري أرنو، محاولات حظر مذهبهم، واندلعت الحرب مرة أخرى في 22 أبريل 1685.
اشتملت قوات أتباع الحركة الولدينيسية على حوالي ثلاثة ألف جندي متمرد، سعى الولدينيسيون من خلالهم إلى حماية نحو 12 ألف مدني معظمهم من الأطفال والنساء. بالمقابل، لم يتجاوز عدد المقاتلين في صفوف القوات التابعة للدوق ال 4500 مقاتل، استعانوا بالآلاف من رجال الميليشيات المحلية و ب 4000 جندي فرنسي نظامي تحت قيادة المارشال نيكولا كاتينات. في 22 مايو، سار فيكتور أماديوس بقواته من سهل بريشيراسيو باتجاه الوديان التي تجمع فيها أتباع الحركة الولدينيسية، بينما حاصرت القوات الفرنسية الولدينيسيين من القلعة الفرنسية في بينيرولو وحتى فال تشنوز. سُحقت المقاومة المنظمة عن بكرة أبيها في غضون ثلاثة أيام فقط. قُتل نحو 2000 من الولدينيسيين في المعارك أو ذبحوا بعدها، ووقع جميع من تبقى أسيرًا بيد قوات الدوق، وأرسلوا إلى مدينة تورينو. حُوّل الناجون، الذين بلغ عددهم 3000 (معظمهم من الأطفال)، إلى المذهب الكاثوليكي بالإكراه من خلال تعميدهم، ووضعوا في منازل كاثوليكية. سجن 8500 شخص في عدة حصون، نجى منهم 3841 فقط لحين إطلاق سراحهم في مارس 1687. فر حوالي ثلث السكان من أتباع الحركة الولدينيسية الذين يقطنون بلدة فال براغيلا إلى مدينة غراوبوندن في سويسرا وإلى ألمانيا بين عامي 1685 و 1687. واصل عدد قليل فقط من المقاتلين القتال ضد قوات الدوق حتى شهر يونيو، واستمرت الغزوات حتى شهر نوفمبر. في صيف عام 1686، استعمرت الوديان، التي كان يسكنها 2500 فقط من الذين تحولوا إلى المذهب الكاثوليكي قبل عام 1686، من قبل مجموعة من الكاثوليكيين، تنفيذًا لخطة حكومية تهدف لاستعمار الوديان الولدينيسية ونهب ممتلكات سكانها وإعادة بيعها.